# Новый Шлях (Днепропетровская область)
Новый Шлях (укр. Новий Шлях) — село,
Весёловский сельский совет,
Криворожский район,
Днепропетровская область,
Украина.
Основано в качестве еврейской земледельческой колонии.
Код КОАТУУ — 1221881205. Население по переписи 2001 года составляло 488 человек.

## Географическое положение
Село Новый Шлях находится на расстоянии в 1,5 км от левого берега Южного водохранилища,
выше по течению на расстоянии в 1 км расположено село Львов,
ниже по течению примыкает село Весёлое.
По селу протекает пересыхающий ручей с запрудой.